# Fatma Koşer Kaya
Fatma Koşer Kaya, née le 20 février 1968 à Çarşamba (Turquie), est une avocate et une femme politique néerlandaise d'origine turque. Elle siège depuis 2004 à la seconde Chambre des États généraux pour le parti des Démocrates 66. Aux élections législatives de 2006, elle figurait en sixième place sur la liste des D'66, mais elle a été réélue grâce à ses 34 564 voix de préférence alors que le parti passait de six à trois sièges.
Elle a émigré aux Pays-Bas, à Berg-op-Zoom, à l'âge de six ans avec sa mère, trois frères et deux sœurs. Après des études de droit à l'université de Tilbourg, elle a travaillé un certain temps comme greffière et avocate. En 1998, elle a été engagée comme juriste par la FNV (Federatie Nederlandse Vakbeweging), le principal syndicat néerlandais.

## Polémique sur les voix de préférence
Au cours de la campagne électorale parlementaire de 2006, le lobby Turks Forum, basé à La Haye, a mené une campagne nationale et communautaire pour faire élire Koşer Kaya par le biais du système des voix de préférence. Les D'66, à la différence des autres partis en lice, n'avaient en effet pas forcé leur candidate à prendre position sur le génocide arménien. Au PvdA (travaillistes) et au CDA (démocrates-chrétiens), des candidats d'origine turque qui avaient refusé de reconnaître le génocide ont été exclus de la liste pour les législatives, ce qui a poussé le Turks Forum et d'autres organisations turques à lancer des appels au boycott contre ces partis. 
Koşer Kaya s'est elle-même déclarée neutre sur cette question étant donné qu'elle ne vit plus en Turquie. 
Le 7 décembre 2006, le programme de télévision NOVA a diffusé un documentaire dans lequel il était révélé qu'un collaborateur du ministère turc des Affaires religieuses aurait envoyé par courriel la veille des élections contenant une consigne de vote en faveur de Fatma Koşer Kaya à des organisations turques basées aux Pays-Bas, qui l'ont relayée auprès d'un certain nombre des quelque 200 000 électeurs néerlandais d'origine turque. Un porte-parole du ministère turc mis en cause a nié toute implication, mais des députés néerlandais ont demandé au ministre des Affaires étrangères de convoquer l'ambassadeur de Turquie afin de vérifier ces allégations d'immixtion.